# Wolfsbach (Landshut)
Wolfsbach (Landshut) ist eine Gemarkung und eine ehemalige Gemeinde auf dem Gebiet der kreisfreien Stadt Landshut. Die Gemarkungen Frauenberg und Wolfsbach (ein Gemarkungsteil, der den westlichen Teil der ehemaligen Gemeinde Wolfsbach umfasst) bilden im Wesentlichen den Stadtteil Frauenberg. Gemarkungsteile Wolfsbachs befinden sich auch in Niederaichbach (1) und Adlkofen (2).

## Lage
Der eigentliche Ort Wolfsbach liegt am gleichnamigen Bach etwa drei Kilometer südwestlich von Niederaichbach im Gemeindegebiet von Niederaichbach. Im Gemarkungsteil, der den westlichen Teil der ehemaligen Gemeinde Wolfsbach umfasst, finden sich die Landshuter Ortsteile Wolfstein, Wolfsteinerau, Aumühle und der Burgstall Schaumburg.

## Geschichte
In Wolichspach war in alter Zeit ein Hof im Besitz des Herzogs. Im Konskriptionsjahr 1752 bestand Wolfsbach aus 25 Anwesen und gehörte zur Obmannschaft Frauenberg sowie zum Amt Adlkofen. Die Gemeinde Wolfsbach ging aus dem gleichnamigen Steuerdistrikt hervor. Sie gehörte zum Bezirksamt und Landkreis Landshut. Im Zuge der Gebietsreform wurde sie am 1. Juli 1971 größtenteils in die Gemeinde Niederaichbach eingegliedert, die Ortsteile Pöffelkofen und Zaitzkofen kamen zur Gemeinde Frauenberg und nach deren Auflösung schließlich zu Adlkofen. Eine Teilfläche von 732 ha wurde (wie auch die Gemeinde Frauenberg) am 1. Juli 1974 der kreisfreien Stadt Landshut eingegliedert.